# رابرت درست
رابرت آلن دورست (Robert Alan Durst زاده ۱۲ آوریل ۱۹۴۳ – درگذشته ۱۰ ژانویه ۲۰۲۲) فرزند بزرگ و وارث سیمور دورست سرمایه‌گذار بزرگ املاک در نیویورک و برادر داگلاس دورست مالک مؤسسه دورست بود.

## اتهامات
وی توسط مقامات محلی، ایالتی و فدرال به اتهام دست داشتن در ناپدید شدن و قتل سه نفر در سه ایالت مختلف مورد بازجویی قرار گرفت:
- همسر اول وی کتی که در سال ۱۹۸۲ در نیویورک ناپدید شد.
- وی به دلیل تکه‌تکه کردن بدن همسایه خود در تگزاس در سال ۲۰۰۱ مجرم شناخته شد اما از اتهام قتل وی تبرئه شد.
- وی همچنین در سال ۲۰۱۵ به اتهام حمل جنگ‌افزار غیرمجاز بازداشت شد و در فوریه ۲۰۱۶ مجرم شناخته شد و به ۸۵ ماه حبس محکوم شد. وی ۱۶ اوت ۲۰۱۶ به یک زندان فدرال در کالیفرنیا منتقل شد.

## فرهنگ عامه
زندگی او دستمایه مستند شش قسمتی نحس: زندگی و مرگ‌های رابرت درست شد. یافته‌های این مستند به متهم کردن وی به قتل سوزان برمن کمک کرد.